# Deutsche Sprintmeisterschaften 2001
Die 5. Deutschen Sprintmeisterschaften im Rudern wurden 2001 in Schweinfurt ausgetragen und vom Schweinfurter Ruder-Club Franken von 1882 organisiert.
Nach einem Jahr Pause wurden der Zweier ohne Steuerfrau und der Vierer ohne Steuerfrau wieder ausgetragen. Insgesamt wurden somit in elf Bootsklassen Medaillen vergeben, davon sechs bei den Männern und fünf bei den Frauen. Die Rennen wurden über eine Distanz von 400 Metern ausgetragen.

## Medaillengewinner

### Männer
| Bootsklasse            | Gold | Silber | Bronze |
| ---------------------- | --- | --- | --- |
| Einer                  | Stephan Volkert (RTHC Bayer Leverkusen) | Dirk Marterer (Rudergesellschaft Heidelberg) | Steffen Petz (Lingener RG von 1923) |
| Doppelzweier           | Frankfurter RG Germania Bamdad Djouiai Marc Bussian                                                                                                   | Gießener RC Hassia Andreas Trzenschiok Jürgen Hüttenberger | Hallesche Rvg. Böllberg-Nelson Marco Rudolph Marco Spielau |
| Zweier ohne Steuermann | RG Trier 1883 Volker Fusenig Thomas Hoff | RV Weser Hameln Matthias Hobein Michael Ruhe | RV Nürnberg von 1880 Johannes Grimm Christof Pecheim |
| Doppelvierer           | Hallesche Rvg. Böllberg-Nelson Steffen Blättermann Christian Schreiber Matthias Weiss Andreas Hajek                                                   | Osnabrücker RV Heinrich Meyering Christian Bodenstedt Andreas Lamkemeyer Ansgar Schawe                                                                                 | RG Speyer 1883 Lars Seibert Nils Seibert Peter Faber Ralf Burkhardt |
| Vierer mit Steuermann  | RG Wiking Berlin Carsten Borchardt Dirk Thieslack Hendrik Hirschfelder Martin Hasse Christian Scheer (Stm.)                                           | Rüsselsheimer Ruder-Klub 08 Sven Hoffmann Jens Bornemann Martin Kraft Lutz Beyer Melanie Berger (Stf.)                                                                 | RG Treis-Karden 1969 Dominik Keller Manuel Nollen Johannes Hermes Wolfgang Walter Julia Querbach (Stf.)                                                                      |
| Achter                 | Heidelberger RK 1872 Jens Verwohlt Jochen Meißner Wolfgang Bubacz Dirk Faralisch Max Burger Hans Winter Sebastian Buss Jens Klein Stefan Adler (Stm.) | RRG Mülheim Philipp Nörtershäuser Björn Siebert Matthias Gathmann Jens Kleinschmidt Lars Kleinhaus Martin Kiefer Martin Tschäge Mark Kleinschmidt Felix Erdmann (Stm.) | RG Wiking Berlin Thorsten Kohlisch Martin Schulz Ralf-Jürgen Irmer Dirk Thieslack Hendrik Hirschfelder Jan Bredemeyer Carsten Borchardt Martin Hasse Christian Scheer (Stm.) |

### Frauen
| Bootsklasse            | Gold                                                                                               | Silber                                                                            | Bronze                                                                                        |
| ---------------------- | -------------------------------------------------------------------------------------------------- | --------------------------------------------------------------------------------- | --------------------------------------------------------------------------------------------- |
| Einer                  | Christiane Will (Potsdamer RG)                                                                     | Marita Scholz (Dresdner RC 1902)                                                  | Marie Louise Vogel (Frankfurter RG Germania)                                                  |
| Doppelzweier           | Rudergesellschaft Heidelberg Marion Lantin Ulrike Pagenkopf                                        | Münchener RSV Bayern von 1910 Katharina Rentzsch Andrea Krüger                    | ARC Würzburg Nora Wehrhahn Laura Tasch                                                        |
| Zweier ohne Steuerfrau | RV Saarbrücken Anja Pyritz Dana Pyritz                                                             | Gießener RG 1877 Nicole Humburg Annabelle Fago                                    | Keine weiteren Boote am Start.                                                                |
| Doppelvierer           | Münchener RSV Bayern von 1910 Katharina Rentzsch Daniela Hecht Christiane von Örthel Andrea Krüger | Bremer RV von 1882 Christina Mahler Kerstin Heise Lena van der Elst Wiebke Martin | Rudergesellschaft Heidelberg Hannemieke Punt Ulrike Gutfleisch Marion Lantin Ulrike Pagenkopf |
| Vierer ohne Steuerfrau | RV Saarbrücken Kerstin Junge Anja Pyritz Dana Pyritz Kathrin Henker                                | Gießener RG 1877 Mariska Grüne Nicole Humburg Annabelle Fago Isabel Patté         | Keine weiteren Boote am Start.                                                                |